# Бабенчиков Павло Петрович
Павло Петрович Бабенчиков (нар. 14 (26) лютого 1882, Керч, Російська імперія – 1947, Бахчисарай, СРСР) – український історик і краєзнавець.

## Біографія
Народився в місті Керч. В 1911 році, закінчив Московський державний університет імені Ломоносова і переїхав в Севастополь. В 1925 році став співзасновником Севастопольського краєзнавчого музею. Займався розкопками на Гераклійському півострові та на Південному узбережжі Криму. В 1930 році був звинувачений у шпигунстві на користь Німеччини та заарештований. Помер в Бахчисараї.